# Närkes runinskrifter 23
Närkes runinskrifter 23 är en runsten i Glanshammars kyrka i Glanshammars socken, Örebro kommun.

## Historia
Runstenen ritades av J.G. Hallman på 1720-talet och han skriver att den låg i dörren till sakristian i Glanshammars kyrka. Enligt hans teckning, som senare fanns med i Johan Peringskiölds handskrift Monumenta, löd inskriften
sihrbnr…taniaikutr : a…rystan :
En del av inskriften var dold redan då men av teckningen kunde man i alla fall se att stenen en gång i tiden varit rest eftersom den hade en väl tilltagen rotända. Vid byggnadsarbeten i kyrkan kom stenen att döljas helt och så sent som 1975, då verket Närkes runinskrifter publicerades, visste man inte om den låg på den plats som Hallman angivit eller om stenen hade flyttats och förstörts.
Vid restaureringen av Glanshammars kyrka 1977 hittade man dock stenen igen omedelbart innanför tröskelstenen till sakristidörren. Rotändan och toppen av stenen stack in under muren vänstra långsidan var dold under tröskelstenen så man var tvungen att göra en del friläggningsarbeten innan man kunde se mer av stenen än Hallman hade gjort på 1700-talet. Eftersom det var osäkert om stenen skulle hålla om man försökte flytta den fick den ligga kvar där den hittades men numera skyddas den mot vidare förslitningsskador av en kraftig glasskiva.

## Stenen och dess inskrift
Stenen är av mörk leptit och är 2.3 meter hög. Inskriften, som på sina ställen visar tecken på förslitning, lyder
I translitteration
: sihrikr : lit : resa : sten : eftiR : reþbu-n : sun sin : trek : nutan : auk : utr : a-- frysten :
i normalisering
SigrikR let ræisa stæin æftiR Ræiðubo[i]n(?), sun sinn, dræng nytan, ok Uddr o[k] Frøystæinn.
Och i översättning
”Sigrik lät resa stenen efter 'Redobogen', sin son, en dugande ung man, och Udd och Frösten.”
Stenen är alltså en minnesinskrift som rests av Sigrik efter sonen reþbu-n, som enligt fadern varit en dræng nytan, 'en dugande ung man'. De sista namnen i inskriften var troligen Redobogens bröder men det är även möjligt, fastän mindre troligt att stenen även var rest till Udds och Fröstens minne. 
Mansnamnet SigrikR är känt från medeltida källor men förekomsten på Nä 23 är det enda kända vikingatida exemplet. Namnet reþbu-n är svårtolkat. En av runorna är väldigt svår att läsa men bör enligt Sven B.F. Jansson vara ett i eller ett h. Med vissa reservationer föreslår Jansson att namnet har sitt ursprung i det berömmande adjektivet reþoboin, vilket om man tar hänsyn till förändringarna i svenskan som skett sedan vikingatiden idag lämpligen bör läsas som 'Redobogen'.